# مکس پین ۳
مکس پین ۳ Max Payne 3 یک بازی تیراندازی سوم شخص است که در سال ۲۰۱۲ توسط Rockstar Games ساخته و منتشر شده است. این بازی برای اولین بار برای پلی استیشن 3 و ایکس باکس 360 در 15 می 2012 منتشر شد. یک پورت ویندوز در 29 مه منتشر شد و پس از آن یک پورت OS X در 20 ژوئن 2013 منتشر شد. این دنباله مکس پین 2: سقوط مکس پین است و سومین ورودی از مجموعه مکس پین است. همچنین بر روی Xbox One و Xbox Series X/S سازگار است.
مکس پین 3 از منظر سوم شخص بازی می شود. در سراسر حالت تک نفره، بازیکنان کنترل مکس پین، کارآگاه سابق NYPD را دارند. نه سال پس از وقایع بازی دوم، مکس به عنوان یک پیمانکار امنیتی خصوصی در سائوپائولو، برزیل کار می کند، اما درگیر تلاشی پر از مرگ و خیانت می شود. یک حالت چند نفره آنلاین همراه با بازی گنجانده شده است که به 16 بازیکن امکان می دهد در بازی های مشارکتی و رقابتی در ایجاد مجدد تنظیمات چند نفره تک نفره شرکت کنند.
به عنوان بخشی از تحقیقات خود برای تنظیمات Max Payne 3، توسعه دهندگان تحقیقات میدانی در اطراف سائوپائولو در طول توسعه انجام دادند و فیلم هایی را برای تیم طراحی ضبط کردند. وظایف توسعه بین بسیاری از استودیوهای Rockstar در سراسر جهان به اشتراک گذاشته شد.
مکس پین 3 نقدهای مثبتی از سوی منتقدان دریافت کرد و آن‌ها گیم‌پلی، روایت و مضامین اکشن آن را تحسین کردند، اگرچه برخی از انتقادات به تغییر سبک نسبت به نسخه‌های قبلی‌اش، طراحی خطی آن و به تصویر کشیدن سائوپائولو بود. این بازی تا ماه مه 2013 4 میلیون نسخه به فروش رسانده بود. این بازی نامزد جوایز متعددی در پایان سال از چندین نشریه بازی شد و برنده انواع مختلفی از آنها شد.

## گیم پلی
Max Payne 3 یک بازی تیراندازی سوم شخص است که در آن بازیکن نقش شخصیت اصلی خود یعنی Max Payne را بر عهده می‌گیرد. یکی از ویژگی‌های جدید این سری، سیستم پوششی است که به بازیکنان اجازه می‌دهد تا یک مزیت تاکتیکی به دست آورند و از آسیب دیدن دشمنان خودداری کنند. برای پیشرفت در داستان خطی، بازیکنان در تمام سطوح با دشمنان روبرو می شوند. این بازی دارای صحنه های برش تعاملی است که به طور یکپارچه به گیم پلی ادامه می یابد. هیچ صفحه نمایش بارگیری در سراسر گیم پلی و صحنه های برش وجود ندارد.
در نبرد، هدف گیری خودکار و سیستم پوشش می تواند به عنوان کمک در برابر دشمنان استفاده شود. اگر بازیکنان آسیب ببینند، می توان از مسکن ها برای بازسازی سلامت استفاده کرد. بازیکنان از حملات غوغا، سلاح گرم و مواد منفجره برای مبارزه با دشمنان استفاده می کنند. در سکانس های اکشن می توان از زمان گلوله استفاده کرد. با استفاده از این ویژگی، می توان هر گلوله ای را که به دشمن اصابت کرد، با جزئیات دید. این بازی همچنین مکانیک «آخرین ایستادن» را معرفی می‌کند و به بازیکنان یک مهلت زمانی اعطا می‌کند که سلامتی به طور کامل از بین رفته است که به بازیکن اجازه می‌دهد تا زمانی که بازیکن حداقل یک آیتم بازیابی داشته باشد، دشمنی را که آخرین بار او را زخمی کرده است بکشد تا زنده بماند. . وقتی از این ویژگی استفاده می شود، تمام زمان باقی مانده بازیکن را از بین می برد. همچنین جدید در این سری این است که پس از استفاده از مکانیک شوت-دوج، که بازیکنان را قادر می‌سازد تا با شیرجه زدن از دشمنان طفره بروند، بازیکنان می‌توانند در حالی که زمین باقی می‌مانند از هر زاویه‌ای تیراندازی کنند.
برخلاف بازی‌های قبلی این سری، شخصیت بازیکن تنها می‌تواند سه سلاح را در یک زمان در دست بگیرد. دو اسلات برای اسلحه و یک اسلحه برای اسلحه دو دست وجود دارد. اگر بازیکن بخواهد هر دو اسلحه را به طور همزمان تجهیز کند، اسلحه دو دستی باید رها شود. در غیر این صورت، شخصیت بازیکن اسلحه دو دست را زیر بغل خود نگه می دارد.

### چند نفره
حالت چند نفره آنلاین دارای نقشه ها و حالت هایی است که به صورت پویا در یک مسابقه تغییر می کنند. حداکثر 16 بازیکن در گیم پلی مشارکتی یا رقابتی در ایجاد مجدد تنظیمات چند نفره شرکت می کنند. بازیکنان ممکن است در تیم های بازیکن سازمان یافته، به نام خدمه، با هم متحد شوند تا وظایف را با هم انجام دهند. بازیکنان می‌توانند خدمه خود را از طریق Rockstar Games Social Club ایجاد کنند و در مجموع به پنج بازیکن بپیوندند. با هم، خدمه می توانند مسابقات چند نفره را برای کسب امتیاز تجربه و صعود به جدول امتیازات آنلاین برنده شوند. حالت چند نفره آنلاین و پشتیبانی Social Club از نسخه‌های کنسولی بازی در سپتامبر 2021 متوقف شد.

## خلاصه داستان

### متن
به گفته رئیس Rockstar Sam Houser، قصد آنها این بود که فصل جدیدی از زندگی مکس پین را با این بازی شروع کنند: "این مکس است که قبلاً او را ندیده‌ایم، چند سال بزرگتر، جهانی خسته‌تر و بدبین‌تر از همیشه. " در بیانیه مطبوعاتی آمده است که از آخرین بازی، مکس نیویورک سیتی را پشت سر گذاشته و "از بد به بدتر حرکت کرده است." بیانیه مطبوعاتی ادامه می‌دهد که مکس در این شهر جدید دوبار عبور کرده است و در جستجوی حقیقت و راهی برای خروج است. بازی در سائوپائولو، برزیل، چندین سال پس از وقایع پایان بازی دوم می‌گذرد. مکس پین اکنون در حفاظت اجرایی از رودریگو برانکو ثروتمند و خانواده اش کار می کند تا بتواند از خاطرات گذشته پر دردسر خود فرار کند. زمانی که یک باند خیابانی، فابیانا، همسر رودریگو را می‌دزدد، مکس درگیر توطئه‌ای از جناح‌های مخفی و متخاصم می‌شود که تمام جنبه‌های جامعه سائوپائولو را در شبکه‌ای مرگبار که تهدید می‌کند همه و همه چیز اطرافش را درگیر می‌کند، درگیر می‌کند.

### طرح
نه سال پس از وقایع بازی دوم، مکس پین (جیمز مک کافری) از NYPD بازنشسته شده و روزهای خود را با پرستاری از اعتیاد به الکل و اعتیاد خود به مسکن ها سپری می کند. پس از یک حادثه در یک بار در هوبوکن، نیوجرسی، که او را مجبور به ترک نیویورک می‌کند، مکس پیشنهاد رائول پاسوس (جولیان دین) را می‌پذیرد که در جریان این حادثه با او آشنا شد تا یک پیمانکار امنیتی خصوصی در آمریکای جنوبی شود. مکس متوجه می شود که برای خانواده برانکو کار می کند، متشکل از رودریگو برانکو (فرانک رودریگز)، یک غول املاک و مستغلات. فابیانا برانکو (بنیتا پریرا)، همسر جام قهرمانی رودریگو؛ جووانا (شرلی رومیرک)، خواهر فابیانا؛ ویکتور برانکو (رابرت مونتانو)، سیاستمدار محلی. و مارسلو برانکو (دیلون پورتر)، یک فرد اجتماعی سخت گیر. مکس که چند ماه بعد در سائوپائولو فعالیت می‌کند، تلاش برای آدم ربایی برانکوها توسط کماندو سامبرا، یک باند خیابانی محلی، در طول یک مهمانی خصوصی را خنثی می‌کند. یک هفته بعد، باند موفق به ربودن فابیانا در یک کلوپ شبانه در حالی که مکس در کنار مارسلو و جیووانا بر محافظت از او نظارت می کند، می شود.
رودریگو که دستور پرداخت 3 میلیون دلار برای آزادی او را داده است، به مکس و پاسوس اجازه می دهد تا مبادله را در یک استادیوم فوتبال محلی انجام دهند. با این حال، ملاقات بین آنها و Comando Sombra توسط Crachá Preto، یک شبه نظامی بیدار قانون شکن، که پول را می دزدند، در کمین قرار می گیرد. اگرچه این زوج می‌دانند که کوماندو سومبرا فابیانا را کجا برده است، تلاش آنها برای نجات او توسط سرانو (بابس اولوسانموکون) رهبر گروه خنثی می‌شود. ویکتور در ملاقات با برادران برانکو در دفتر رودریگو، به پلیس توصیه می‌کند تا بهبودی فابیانا را انجام دهد. اندکی پس از خروج ویکتور، مارسلو و پاسوس، Crachá Preto برای کشتن مکس به دفتر حمله می کند. رودریگو در حالی که زنده می ماند، در جریان هرج و مرج ترور می شود. مکس با سرزنش خود برای وضعیت، قسم می‌خورد که الکل را ترک کند، سرش را تراشیده و بر اساس اطلاعات یک عامل در حال مرگ کراچا پرتو، به دنبال سرانو و فابیانا در فاولای نوا اسپرانسا می‌گردد.
مکس در حین جستجوی فاولا با کارآگاه ویلسون داسیلوا (استفن گیراسولو) برخورد می‌کند که در ازای کمک برای تحقیق درباره کراچا پرتو، که به گمان وی با ویکتور و Unidade de Forças Especiais (UFE)، سائو کمک می‌کند، کمک می‌کند. واحد تاکتیکی پلیس پائولو. مکس در نهایت به مخفیگاه سرانو می رسد تا شاهد قتل کماندو سومبرا فابیانا باشد. زمانی که UFE به فاولا حمله می کند، مکس خود را مجبور می کند مارسلو و جیووانا را که در تلاش برای نجات فابیانا توسط کماندو سومبرا دستگیر شده بودند، نجات دهد. در طول جستجوی خود برای این جفت، او متوجه می شود که UFE با مشاهده فروش زندانیان به Crachá Preto، فاسد شده است. در حالی که مکس سرانجام جیووانا را می یابد و نجات می دهد، مارسلو توسط کراچا پرتو اعدام می شود. پس از تیراندازی در ایستگاه اتوبوس در حالی که سعی می‌کند از کراچا پرتو پنهان شود، پاسوس برای کمک می‌آید، اما با جیووانا که فرزندش را باردار است فرار می‌کند. مکس که از رها شدن عصبانی شده است توسط داسیلوا انتخاب می شود و متوجه می شود که پاسوس در لیست حقوق ویکتور بوده است.
مکس در مورد حمله چند هفته قبل به قایق تفریحی خصوصی مارسلو در کانال پاناما، به یاد می‌آورد که مارسلو و پاسوس سعی کردند محموله‌ای را که مهاجمان به دنبال سرقت آن بودند، برانند. داسیلوا فاش می‌کند که محموله پولی بود که ویکتور به شستن آن در پاناما نیاز داشت و مکس به عنوان مرد پاییز برای فعالیت‌های غیرقانونی‌اش استخدام شد. به درخواست داسیلوا، مکس در مورد هتلی که توسط Crachá Preto استفاده می‌شود، تحقیق می‌کند. تحقیقات او نشان می دهد که این ساختمان پایگاه یک حلقه دزدی اعضای بدن در بازار سیاه است که UFE آن را با زندانیان خود تامین می کند. مکس پس از آزادی تعدادی از بازداشت شدگان از جمله سرانو، مواد منفجره را در اطراف هتل کار می گذارد تا آن را تخریب کند. رهبر کراچا پرتو، آلوارو نئوس (گیل کاردوسو)، سعی می‌کند جلوی او را بگیرد، اما پاسوس او را می‌کشد و لحظاتی قبل از تخریب هتل با مکس فرار می‌کند، جایی که او فاش می‌کند که از تجارت اعضای بدن بی‌اطلاع بوده و تحت فشار قرار گرفته تا به او کمک کند. ویکتور اگرچه مکس از دخالت پاسوس در امور ویکتور عصبانی است، اما او را به خاطر بازگشت به خاطر او می بخشد و به او اجازه می دهد تا با جیووانا شهر را ترک کند.
داسیلوا برای افشای دخالت ویکتور و UFE در دزدی اعضای بدن، مکس را متقاعد می‌کند که در مقر UFE دستگیر شود تا شواهد متهم را جستجو کند، در حالی که دی سیلوا سلول‌ها را آزاد می‌کند تا شورش را به‌عنوان حواس‌پرتی آغاز کند. جستجوی او به این نتیجه می رسد که ویکتور قتل رودریگو را برای به دست آوردن ثروت او ترتیب داده است و فروش اعضای بدن دزدیده شده برای کمپین او در انتخابات شهرداری آتی تأمین مالی می شود. پس از درگیری با ویکتور و رهبر UFE، آرماندو بکر (Ubirajara de Castro)، منجر به فرار آنها می شود، مکس آنها را تا فرودگاه تعقیب می کند که منجر به درگیری شدید با UFE می شود. مکس در نهایت به هر دو می رسد، قبل از اینکه جت خصوصی ویکتور را با کمک داسیلوا نابود کند، بکر را در یک تیراندازی به طور فجیعی معلول می کند. اگرچه مکس تصمیم می گیرد به جان ویکتور ببخشد و او را رها کند تا توسط داسیلوا دستگیر شود، او پایش را می شکند تا او را رنج دهد. یک هفته بعد در باهیا، مکس اخباری را در یک بار می شنود که UFE منحل شده است و ویکتور مرده را در زندان پیدا کردند. مکس که تصمیم می گیرد به زندگی خود ادامه دهد، همزمان با غروب خورشید در کنار ساحل قدم می زند.

## توسعه
این بازی در ابتدا برای انتشار در اواخر سال 2009 برنامه ریزی شده بود. با این حال، در کنار چندین فرنچایز دیگر Take-Two Interactive به سال 2010 بازگردانده شد تا "از داشتن زمان توسعه بیشتر بهره مند شود". در ژوئن 2010، بازی دوباره به سال 2011 بازگردانده شد. در 21 دسامبر، در سال 2011-2012 وجود نداشت و دوباره به عقب رانده شد. بازی هنوز در حال توسعه بود و زمانی که Rockstar دو اسکرین شات جدید برای بازی منتشر کرد، لغو یا به طور نامحدود متوقف نشد. در 8 سپتامبر 2011، Rockstar تاریخ انتشار مارس 2012 را برای بازی اعلام کرد و اولین تریلر آن در 14 سپتامبر منتشر شد. در ژانویه 2012، Take-Two بازی را دو ماه از تاریخ انتشار اولیه آن در ماه مارس تا می 2012 به تعویق انداخت. ناشر گفت که این تصمیم به منظور "اطمینان از اینکه Max Payne 3 بالاترین کیفیت را ارائه می دهد" گرفته شده است.
اولین تریلر در 14 سپتامبر 2011 منتشر شد. نویسنده این مجموعه، سم لیک، اظهار داشت که بازی "منشا تاریک و ریگ خود را حفظ خواهد کرد" و طرفداران این مجموعه "در انتظار یک شگفتی خواهند بود". اسکاری هاکینن، رئیس بخش توسعه فرنچایز Remedy Entertainment، برداشت Rockstar Games در مورد این سری را ستود و اظهار داشت که به نظر "درخشنده" است. زمانی که بازی به مرحله نهایی توسعه خود رسید، Remedy به عنوان مشاور برای Rockstar خدمت کرد.
Rockstar Games تحقیقاتی را انجام داد تا اطمینان حاصل کند که جو، فرهنگ، پلیس، سلاح‌ها و هر عنصر سائوپائولو تا حد امکان معتبر است. تیم تحقیقاتی چندین بار از سائوپائولو بازدید کردند و در مورد باندهای محلی، پلیس و نیروهای ویژه، از جمله تجهیزات و سلاح گرم هر گروه تحقیق کردند. UFE خیالی شبیه واحدهای پلیس ویژه برزیل مانند BOPE است؛ این شرکت به طرفداران بازی پیشنهاد می کند فیلم برزیلی Elite Squad (به پرتغالی برزیل: Tropa de Elite) محصول 2007 را تماشا کنند، به خصوص «سکانس های شدید سربازان BOPE که با دقت به فاولا حمله می کنند. مناطق جنگی و گرفتار شدن در تیراندازی های مرگبار در مقابل فروشندگان مواد مخدر به شدت مسلح و دیده بانانی که از تفنگ های تهاجمی و یوزی به عنوان بخشی از زندگی روزمره استفاده کنید."
در مصاحبه ای در نوامبر 2011، Dan Houser از Rockstar Games گفت که علیرغم آنچه که عموم مردم ممکن است فکر کنند، Rockstar دوست دارد قبل از تصمیم گیری برای انجام کارهای بعدی، "کمی زمان" را در پایان پروژه ها صرف کند. هاوسر در توضیح این موضوع گفت: "اصولاً ما مدتی است که قصد شروع [Max Payne 3] را داشته‌ایم، اما پهنای باند محدود و استودیوهای محدود، و بازی‌های بیشتری نسبت به آنچه که شروع کرده‌ایم برای ساختن داریم. بنابراین ناگهان موقعیت خوبی بود." چرا هشت سال طول کشید تا بازی Max Payne 2 را دنبال کنیم. بنابراین می‌توانیم منتظر باشیم تا هیجان یا ناامیدی و هر چیز دیگری از این تجربه متزلزل شود و واقعاً ببینیم در بازی بعدی چه باید بکنیم.»
این بازی بر روی موتور اختصاصی Rockstar Advanced Game Engine (RAGE) همراه با نرم افزار Euphoria اجرا می شود. در فوریه 2012، تأیید شد که نسخه رایانه شخصی بازی دارای DirectX 11 و رندر سه بعدی استریوسکوپی است. نسخه رایانه شخصی Max Payne 3 به دلیل محدودیت اندازه دیسک، بر روی چهار DVD و نسخه Xbox 360 بر روی دو دیسک ارسال می‌شود. با این حال، نسخه پلی استیشن 3 روی یک دیسک بلوری عرضه می شود.

## بازاریابی و انتشار
Max Payne 3 "بزرگترین و جسورانه ترین تلاش بازاریابی تا کنون" Rockstar بود. نکات برجسته این کمپین شامل نقاط تلویزیونی برجسته در طول فینال لیگ قهرمانان اروپا در سال 2012 و سایر برنامه های جریان اصلی، و همچنین کمپین های فضای باز بود. Rockstar Games رقابتی را برگزار کرد که در آن پیروان توییتر خود که با استفاده از هشتگ #MaxPayne3 تا 13 ژانویه 2012 توییت می‌کردند، می‌توانستند شبیه خود را در چند نفره عنوان مشاهده کنند. Rockstar همچنین مسابقه دیگری را برای برنده شدن در سفر از نیویورک به سائوپائولو برای شرکت در Sonar São Paulo، دریافت یک کنسول Max Payne 3 Xbox 360 و بازی یک هفته قبل از انتشار رسمی آن، برگزار کرد.
Rockstar با چندین فروشگاه خرده‌فروشی برای پاداش‌های پیش‌سفارش در دسترس از طریق چندین فروشگاه زنجیره‌ای در سراسر جهان همکاری کرد. نقشه چند نفره گورستان یک بسته نقشه است که در آن مشتریان پیش‌سفارش زودتر به نقشه دسترسی پیدا کردند. بسته Loadout Multiplayer Silent Killer شامل سلاح ضد تانک سبک "ویرانگر"، شخصیت لغزنده برای فرار سریع از یک درگیری مرگبار، و آیتم گوش دادنی که شنوایی را تقویت می کند، به بازیکن اجازه می دهد تا دشمنان نزدیک را از فاصله دورتر بشنود. کسانی که بازی را از خرده فروشان مشخص شده پیش‌سفارش کردند، کدی را برای اولین بسته DLC چند نفره پولی بازی به صورت رایگان دریافت کردند. «نسخه ویژه» شامل یک مجسمه بلند 10 اینچی کلکسیونی مکس پین، مجموعه‌ای از آثار هنری اصلی با الهام از بازی، جاکلیدی گلوله‌ای (به شکل گلوله آهنی با روکش مس و برنج) و موسیقی متن رسمی Max Payne 3 است. محتوای چند نفره انحصاری شامل مجموعه کاراکترهای چند نفره کلاسیک و سلاح‌های چند نفره رفتار بی‌نظم بسته.
یک سری کتاب کمیک سه قسمتی Max Payne قبل و بعد از عرضه سومین بازی منتشر شد. این بازی که با همکاری Marvel Custom Solutions منتشر شده است، وقایع بازی اصلی Max Payne و دنباله آن را بررسی می کند، و همچنین کمی بیشتر به گذشته پر دردسر قهرمان داستان می پردازد. نایب رئیس Rockstar، Dan Houser و Sam Lake از توسعه دهنده اصلی Remedy مجوز این کتاب ها را صادر کردند. این مجموعه به عنوان یک رمان گرافیکی دیجیتال و در نسخه های چاپی محدود منتشر شد. هر سه شماره از مجموعه کمیک در اکتبر 2013 برای خرده فروشی ها و فروشگاه های آنلاین با عنوان Max Payne 3: The Complete Series منتشر شد.
آیتم‌های آواتار با مضمون Max Payne برای خرید در Xbox Live در دسترس هستند. نسخه پلی استیشن 3 دارای جوایزی برای PlayStation Home است. Rockstar نسخه اصلی Max Payne را با عنوان فرعی Mobile برای دستگاه‌های iOS در 12 آوریل 2012 مجدداً منتشر کرد و نسخه اندروید بعداً منتشر شد. Max Payne Mobile برای هر دو دستگاه iOS و Android بهینه شده است و دارای گرافیک HD، بافت‌های با وضوح بالا، اتصال Social Club و کنترل‌های قابل تنظیم توسط کاربر است. Rockstar Games Social Club وب سایتی است که آمار گیم پلی کاربران ثبت نام شده و مسابقات و جوایز ویژه را بر اساس فعالیت بازیکن در بازی نمایش می دهد که از Max Payne Mobile و Max Payne 3 پشتیبانی می کند.

## محتوای قابل دانلود
در 1 می 2012، Rockstar اعلام کرد که در طول سال، هفت بسته محتوای قابل دانلود (DLC) از طریق PlayStation Network و Xbox Live منتشر خواهد شد. بازیکنان می‌توانند بسته‌های DLC را به‌صورت جداگانه خریداری کنند یا با خرید «Rockstar Pass» تمام محتوای افزودنی را با نرخ تخفیف (بیش از 35 درصد) دریافت کنند. Rockstar در 17 می 2012 یک بسته چند نفره قابل دانلود رایگان به نام Gorilla Warfare منتشر کرد. این بسته شامل یک ماسک گوریلا است که برای کشتن غوغا از پشت آدرنالین اضافی می دهد، سکه بخت که هنگام غارت اجساد پول اضافی به شما می دهد، و Booby Trap.  .
اولین DLC Local Justice برای ایکس باکس 360 و پلی استیشن 3 در 3 ژوئیه منتشر شد، و پس از آن در 8 آگوست برای رایانه های شخصی منتشر شد. DLC شامل سه نقشه جدید، یک سلاح جدید، یک آیتم جدید، یک جناح چند نفره جدید، و دستاوردها و غنائم است. 30 اکتبر. Hostage Negotiation چهار نقشه چندنفره جدید اضافه می کند - Club Moderno، Estádio Do Galatians، Favelas of O Palacio Strip Club و Favela Heights - به علاوه دو تفنگ جدید، یک تله انفجاری انفجاری جدید، گزینه‌های لوازم آرایشی اضافی، و یک گروه آواتار جدید.
سومین DLC، Painful Memories، ابتدا قرار بود در اکتبر عرضه شود، اما تا 4 دسامبر 2012 به تعویق افتاد. چهار نقشه چند نفره شامل نقشه مترو خیابان Roscoe از بازی اول، Hoboken dive Marty's Bar، یک سطح قایق بادبانی به نام اول شلیک کنید و نقشه جنگ باند به نام Canal de Panama. سایر موارد اضافه شده عبارتند از تفنگ های تهاجمی IMG 5.56 و UAR-21، آواتارهای جدید، و Hangover Burst که باعث می شود دشمنان با کاهش استقامت، سلامتی و دید تاری تخم ریزی کنند. DLC نهایی با عنوان Deathmatch Made in Heaven در 22 ژانویه 2013 منتشر شد. چهار حالت بازی چندنفره جدید را اضافه می کند: حالت بقا به نام Dead Men Walking، Run and Stun، Marked Man و Time Attack، و همچنین یک بازی تک نفره. مینی بازی به نام New York Minute Arcade Challenge که شباهت زیادی به مینی گیم های New York Minute از تکرارهای قبلی این سری دارد. همچنین چندین سلاح و آیتم جدید و همچنین یک انفجار جدید به نام Unstoppable اضافه می کند که به توانایی دفاعی بازیکن می افزاید. در آوریل 2021، تمام محتوای قابل دانلود رایگان شد و از طریق به روز رسانی در ویندوز با بازی پایه همراه شد.

## موسیقی متن
این موسیقی عمدتاً توسط گروه نویز راک Health، با همکاری‌های جزئی از هنرمندان دیگر مانند آهنگساز پدرو برومفمن ساخته شده است. ایوان پاولوویچ، مدیر موسیقی Max Payne 3، گفت: "ما می‌خواستیم صدایی به مکس بدهیم که واقعاً صدایی قابل شناسایی باشد و HEALTH به عنوان یک گروه حس باورنکردنی از آن‌ها و هویت بسیار قوی دارد. هنگامی که ما شاهد اجرای زنده HEALTH بودیم، کاملاً واضح بود که آنها کسانی بودند که می‌توانستند این را ضبط کنند.» طرفداران گفتند: "لعنتی؟" شما بچه ها دارید یک امتیاز بازی ویدیویی انجام می دهید؟ فقط شگفت زده کنید. و بسیار تبریک.» دوزیک ادامه داد: «ساخت موسیقی غیرمعمول برای آن نوع سرگرمی سرگرم کننده بود.»
این آلبوم به صورت دیجیتالی در 23 می 2012 منتشر شد و تم اصلی (با عنوان "MAX: THEME") در تریلر راه اندازی گنجانده شد و برای دانلود رایگان در ساوندکلاد در دسترس قرار گرفت. موسیقی متن فیلم به طور کلی نامزد بهترین آهنگ در یک بازی شد و "TEARS" نامزد بهترین آهنگ در یک بازی در جوایز بازی ویدیویی Spike در سال 2012 شد.
در 13 مه 2022، درست قبل از 10 سالگی انتشار بازی، نسخه توسعه یافته Anniversary Edition موسیقی متن فیلم برای انتشار در اواخر همان سال اعلام شد. این همچنین اولین انتشار آلبوم بر روی صفحه وینیل را نشان می‌دهد.

## پوند به بیرون
- Official website
- First teaser